# 在大韓民国日本国大使館

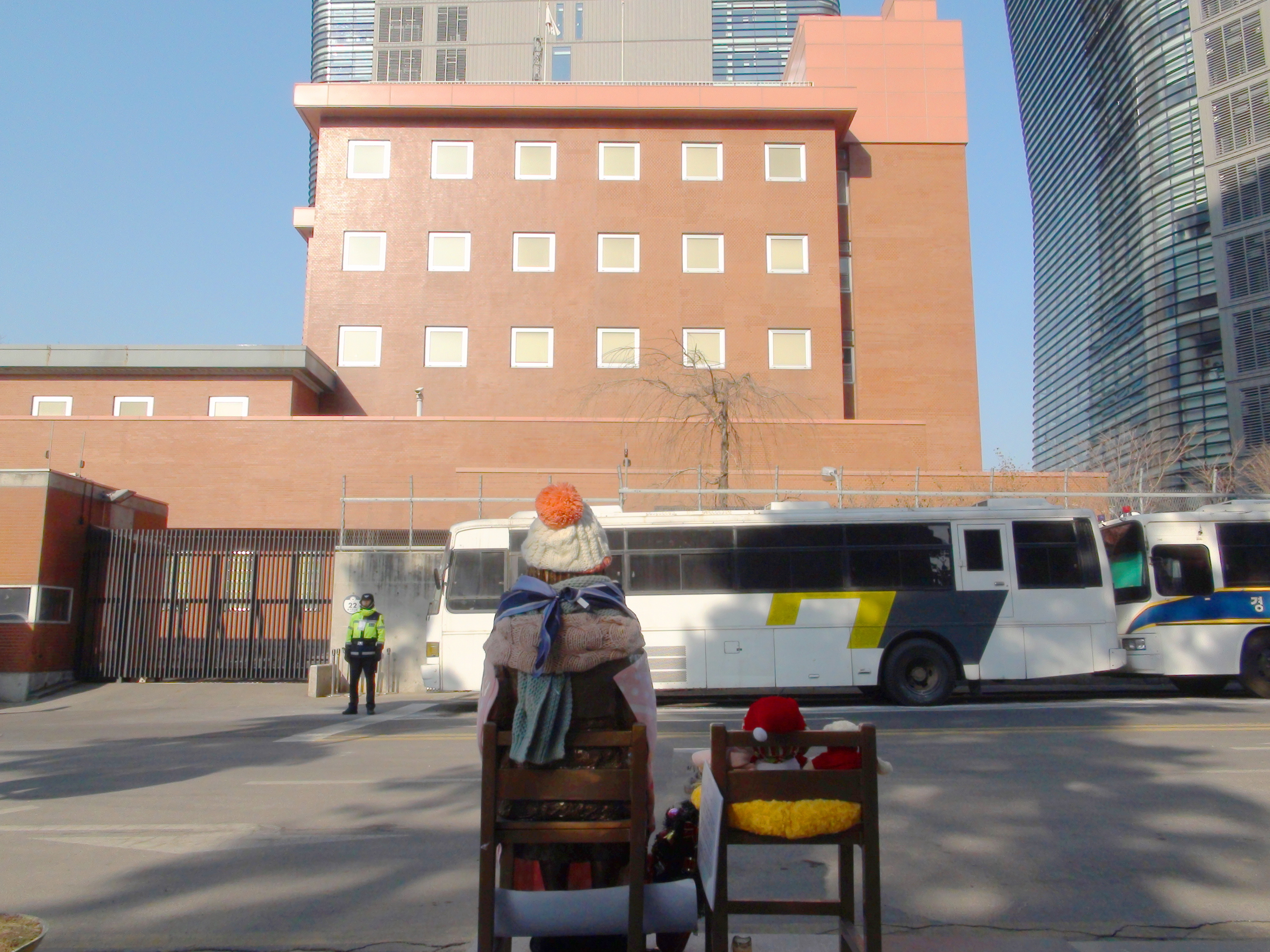
旧庁舎（老朽化のため建物は解体され2023年現在は隣のビルへ移転している）。手前はいわゆる朝鮮人慰安婦とされるブロンズ像。

在大韓民国日本国大使館（ざいだいかんみんこくにほんこくたいしかん、朝鮮語: 주 대한민국 일본 대사관、英語: Embassy of Japan in South Korea）は、大韓民国ソウル特別市鍾路区に在所する日本国大使館である。

## 所在地
- 大使館
  - ソウル特別市鍾路区栗谷路6 ツインツリータワーＡ棟（ソウル特別市鍾路区中学洞18-11より移転）
- 在釜山総領事館（朝鮮語版）：釜山・大邱・蔚山各広域市を含む慶尚道を管轄
  - 釜山広域市東区草梁3洞1147-11（北緯35度7分16.44秒 東経129度2分33.01秒 / 北緯35.1212333度 東経129.0425028度）
- 在済州総領事館（朝鮮語版）：済州道を管轄
  - 済州特別自治道済州市老衡洞977-1（北緯33度29分6.37秒 東経126度28分45.45秒 / 北緯33.4851028度 東経126.4792917度）

## 沿革
李氏朝鮮時代
- 1880年：漢城に日本公使館設置[1]

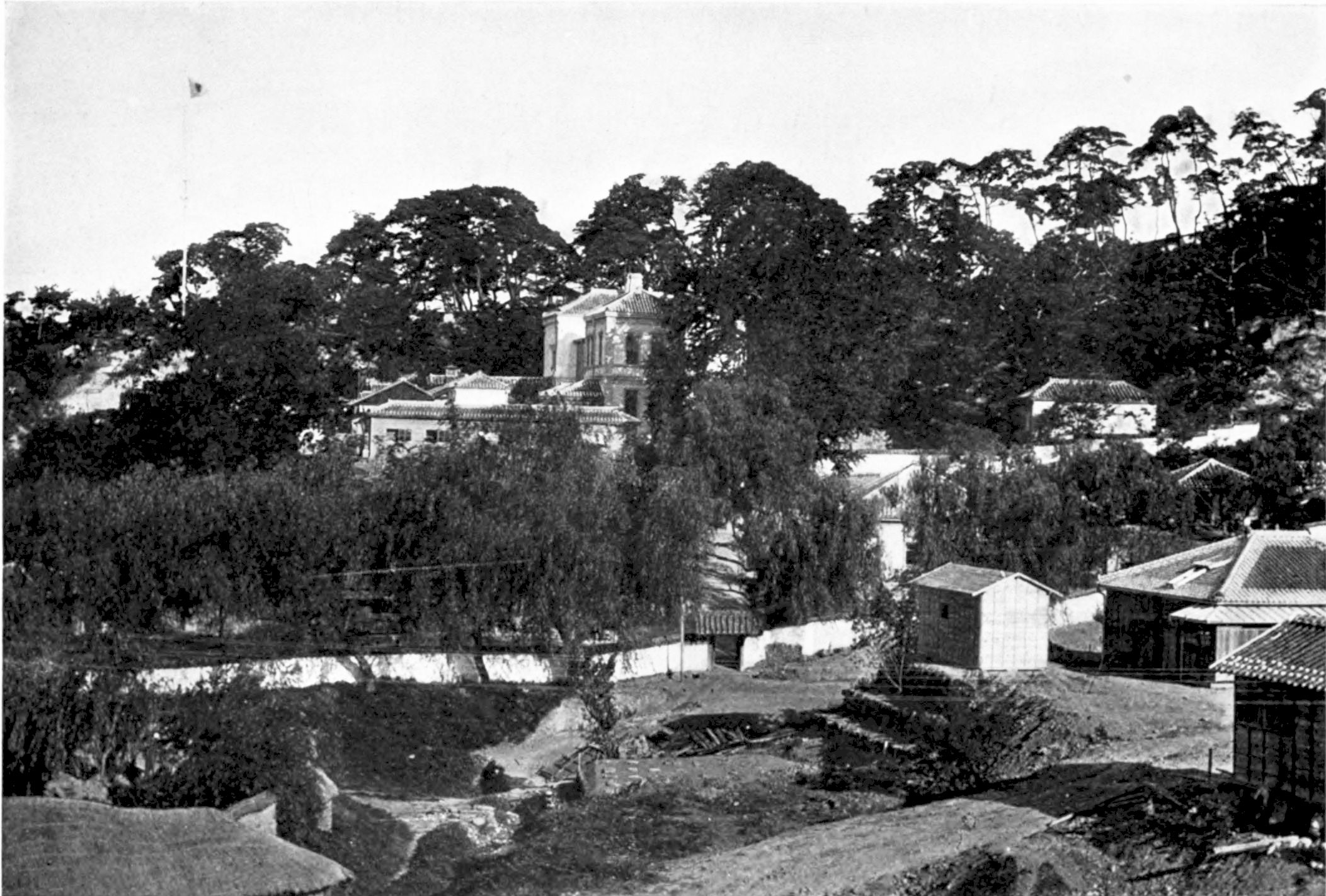
在朝鮮日本公使館（1900年）

- 1882年：壬午事変で公使館が焼き討ちされる[2]
- 1882年：倭將臺下の李鐘承宅へ移転[3]
- 1884年：朴永孝宅を購入して新築[3]
- 1884年：甲申事変で焼失[3]
- 1885年：緑泉亭に移転[3]
- 1906年：漢城に統監府設置[1]
- 1910年：日韓併合条約により、公使館廃止。朝鮮総督府となる。

大韓民国時代
- 1965年6月22日：日韓基本条約調印
- 1965年6月30日：在ソウル在外事務所開設
- 1965年12月18日：大使館業務開始
- 1966年1月16日：釜山に領事館設置
- 1966年4月22日：領事館が総領事館に昇格
- 1974年9月6日：日本大使館乱入事件発生。侵入した男らに1階が完全に破壊され、国旗が引き裂かれる。一等書記官が負傷[4]。
- 1997年1月：在済州総領事館設置
- 2011年12月14日：日本国大使館正面に慰安婦像を設置[5]
- 2012年1月8日：中国人による靖国神社・日本大使館放火事件[6][7]
- 2012年7月9日：在韓日本大使館トラック突入事件
- 2015年7月21日：建物建て替えのため、日本国大使館および領事部は鍾路区栗谷路ツインツリータワーへ移転[8]
- 2019年2月 - ソウル市が日本側に対して大使館建て替えのための建築許可取り消しを通知[9]

## 歴代在韓日本大使
| 代 | 大使       | 任期            | 備考(前職、その他)                                     |
| -- | ---------- | --------------- | ------------------------------------------------------ |
| -  | 前田利一   | 1965年 - 1966年 | 臨時代理大使                                           |
| 1  | 木村四郎七 | 1966年 - 1968年 |                                                        |
| 2  | 金山政英   | 1968年 - 1972年 |                                                        |
| 3  | 後宮虎郞   | 1972年 - 1975年 |                                                        |
| 4  | 西山昭     | 1975年 - 1977年 |                                                        |
| 5  | 須之部量三 | 1977年 - 1981年 | 駐インドネシア大使                                     |
| 6  | 前田利一   | 1981年 - 1984年 |                                                        |
| 7  | 御巫淸尚   | 1984年 - 1987年 |                                                        |
| 8  | 梁井新一   | 1987年 - 1990年 |                                                        |
| 9  | 柳健一     | 1990年 - 1992年 |                                                        |
| 10 | 後藤利雄   | 1992年 - 1994年 |                                                        |
| 11 | 山下新太郞 | 1994年 - 1997年 |                                                        |
| 12 | 小倉和夫   | 1997年 - 1999年 | 外務審議官                                             |
| 13 | 寺田輝介   | 2000年 - 2003年 |                                                        |
| 14 | 高野紀元   | 2003年 - 2005年 | 外務審議官                                             |
| 15 | 大島正太郎 | 2005年 - 2007年 | 在ジュネーブ国際機関大使                               |
| 16 | 重家俊範   | 2007年 - 2010年 | 在南アフリカ共和国大使                                 |
| 17 | 武藤正敏   | 2010年 - 2012年 | 在クウェート大使                                       |
| 18 | 別所浩郎   | 2012年 - 2016年 | 外務審議官                                             |
| 19 | 長嶺安政   | 2016年 - 2019年 | 外務審議官、2017年1月から4月にかけて12週間ほど一時引揚 |
| 20 | 冨田浩司   | 2019年 - 2021年 | 金融・世界経済に関する首脳会合担当大使                 |
| 21 | 相星孝一   | 2021年 - 2024年 | 在イスラエル大使                                       |
| 22 | 水嶋光一   | 2024年 -        | 在イスラエル大使                                       |

## 歴代在李氏朝鮮公使
| 大使     | 任期            | 備考               |
| -------- | --------------- | ------------------ |
| 花房義質 | 1877年 - 1883年 | 1880年まで代理公使 |
| 大鳥圭介 | 1893年 - 1894年 |                    |
| 井上馨   | 1894年 - 1895年 |                    |
| 三浦梧楼 | 1895年 -        |                    |

## 大韓民国との紛争
2012年、在韓日本大使館の建て替えが計画された。日韓関係の深化に伴い業務が増え手狭となり、また建物の老朽化も進んだため、地下3階、地上6階建大使館への建て替え計画であった。文化財である景福宮（王宮）に近接していることから、敷地は文化財保護法の適用範囲内にあり、同法の高さ制限に抵触するとして、文化財庁文化財委員会が反対した。
これに対し日本政府は、大使館は高層ビルに囲まれており、景福宮との間には今回の建築計画よりも高い17階建のビルもある。景観への影響はないと反論したが、韓国側は長らく建設許可を認めなかった。
2013年、東京の韓国大使館の新築計画が浮上。在韓日本大使館の建築を認めず、東京の韓国大使館の新築に取りかかれば、日韓の新たな火種になりかねず、韓国外交部が再検討を促し、文化財庁は取り壊し後に発掘調査を行う条件で承諾した。そして、発掘調査で朝鮮時代と推定される遺物が発見されたものの歴史的な価値は認められず、工事は可能となったが、日本政府は工事に着手しなかった。日本政府と外務省は着工しない理由を明らかにしていないが、大使館前に設置されたいわゆる慰安婦像が影響していると言われている。
着工しないまま4年近くが経過し、日本大使館側が着工延長申請をしなかったことから、韓国ソウルの鐘路区は、2019年3月、在韓日本大使館に新築ビルの建築許可の取り消しを通知した。
2017年1月9日まで長嶺安政が特命全権大使を務めていたが、「慰安婦問題日韓合意に基いて直ちに撤去されるべき従軍慰安婦像を、韓国当局が日本側からの慰安婦像撤去の申し入れに応じない」という重大な合意違反に対する抗議として、長嶺大使はソウル市内の金浦国際空港で記者団に慰安婦像設置について「極めて遺憾だ」と述べた上で、赴任地の韓国から引き揚げた。
その後、長嶺大使の再赴任と後任者の任命のいずれも行われず、駐韓日本大使の不在期間としては歴代最高記録を更新し続けていたが、12週間ほど置いた4月4日、北朝鮮によるミサイル発射や朴槿恵前大統領の罷免などの情勢急変を受けた日本国政府の判断により、長嶺大使が帰任した。

## その他
- 2017年4月19日、森本康敬釜山総領事が釜山市東区の朴三碩区長と面会し、領事館前に設置された慰安婦像の撤去を求めた。また、像の撤去が行われない場合、総領事館を連絡所へ格下げする案を伝えた[13]。

- 2019年7月19日、未明、大使館前で乗用車が炎上した。乗っていた70代男性が焼身自殺を図ったとみられる。男性はその後搬送された病院で死亡。警察関係者より、車内からはガソリンとみられる液体入り20リットル容器2つと、ブタンガス入りとみられるボンベ20個余りが見つかったという。男性は当初、大使館の入っているビルへ車での突進を試み、警察が阻止した[14]。

- 2019年7月22日、釜山総領事館に韓国人学生7人が敷地内に侵入、建造物侵入などの現行犯で警察当局に拘束された。学生らは、総領事館の前で日本の輸出規制に抗議する集会を開いていた団体に呼応するように、敷地内から「主権侵奪、安倍糾弾」などと書いた横断幕を掲げようとしていた。2020年4月2日、釜山地方裁判所は被告人の韓国人学生6人に対し、罰金300万ウォンを「2年間宣告猶予」すると言い渡した。裁判長は「被告人たちの行動に国民も共感した。だが手続きを間違えた」と述べ「社会進出を準備している大学生である点などを判決で考慮した」と執行猶予を付した理由を説明している[15][16]。